# Ernst Münch (Historiker, 1952)
Ernst Ludolf Paul Münch (* 26. Oktober 1952 in Rostock) ist ein deutscher Historiker und Hochschullehrer in Rostock.

## Leben
Ernst Münch studierte nach dem Abitur 1971 an der Universität Rostock und der Lomonossow-Universität Moskau Geschichte und Germanistik. Nach der Promotion A im Jahre 1980 war er als wissenschaftlicher Assistent und Oberassistent an der Universität Rostock tätig. 1987 folgte die Promotion B. Seit 1993 Privatdozent, wurde er 1998 zum Professor für Geschichte des Mittelalters und Mecklenburgische Landesgeschichte ernannt.
Münchs Forschungsschwerpunkte liegen in der Agrargeschichte und der mecklenburgischen Landesgeschichte. Aktuelle Projekte sind die Edition des Grundbuches der Stadt Wismar 1677/80 bis 1838, die Rostocker Stadtgeschichte in Mittelalter und früher Neuzeit, die Entstehung der Gutsherrschaft und der Leibeigenschaft in Mecklenburg sowie die Geschichte der Stadt und Universität Rostock.

## Schriften (Auswahl)
Monografien
- Studien zu den bäuerlich-feudalherrlichen Beziehungen und ihrer Entwicklung in der Epoche der vollen Entfaltung des Feudalismus insbesondere im südostdeutschen Raum (12.–14. Jahrhundert). 1980 (Dissertation A, Universität Rostock, 1980).
- Studien zur Agrargeschichte Mecklenburgs im 12.–14. Jahrhundert. 2 Bände. 1986 (Dissertation B, Universität Rostock, 1987).
- Toitenwinkel und Rostock. Zur Geschichte einer Hassliebe. Thomas Helms Verlag, Schwerin 2002, ISBN 3-931185-84-2.
- mit Wolf Karge und Hartmut Schmied: Die Geschichte Mecklenburgs. Hinstorff, Rostock 1993; 4., erweiterte Auflage 2004, ISBN 3-356-01039-5.
- Adel – Bürger – Bauern. Lebenswelten in Mecklenburg seit dem Mittelalter. be.bra Wissenschaft Verlag, Berlin 2017, ISBN 3-95410-093-2.
- Der Norden holt auf. Gründung und Anfänge der Universität Rostock im Spiegel ihrer Quellen. Universitätsarchiv Rostock, Rostock 2019, ISBN 978-3-86009-504-1.

Herausgeber
- Das Rostocker Grundregister (1600–1820). 3 Teile. Schmidt-Römhild, Rostock 1998/1999, ISBN 3-7950-3731-X (Teil 1), ISBN 3-7950-3732-8 (Teil 2), ISBN 3-7950-3733-6 (Teil 3).
- Das Wismarer Grundbuch (1677/80–1838). 4 Teile. Schmidt-Römhild, Rostock 2002–2004, ISBN 3-7950-3735-2 (Teil 1), ISBN 3-7950-3736-0 (Teil 2), ISBN 3-7950-3737-9 (Teil 3), ISBN 3-7950-3738-7 (Teil 4).
- mit Matthias Manke: Unter Napoleons Adler. Mecklenburg in der Franzosenzeit. Schmidt-Römhild, Lübeck 2009, ISBN 978-3-7950-3747-5.
- mit Matthias Manke: Alt werden in Mecklenburg im Wandel der Zeit. Schmidt-Römhild, Lübeck 2012, ISBN 978-3-7950-3751-2.
- mit Kersten Krüger: Der Festungskurier. Beiträge zur Mecklenburgischen Landes- und Regionalgeschichte vom Tag der Landesgeschichte [...]. [zur Veranstaltungsreihe in Dömitz]. (2013–2020).
- mit Kersten Krüger: Das Hauptgebäude der Universität Rostock 1870–2016. 2 Bände. Universität Rostock, Rostock 2016.
- mit Wolfgang Huschner und Cornelia Neustadt: Mecklenburgisches Klosterbuch. 2 Bände. Hinstorff, Rostock 2016, ISBN 978-3-356-01514-0.
- mit Reno Stutz [u. a.]: Rostock Lexikon. Alles über die Hanse- und Universitätsstadt. Hinstorff, Rostock [2018], ISBN 978-3-356-02151-6.